# Andrzej Radwański (prezydent Kędzierzyna-Koźla)
Andrzej Radwański (ur. 1 listopada 1945) – polski działacz samorządowy i przedsiębiorca, w latach 1982–1987 prezydent Kędzierzyna-Koźla.

## Życiorys
W latach 1982–1987 sprawował funkcję prezydenta Kędzierzyna-Koźla. W III RP zajął się działalnością biznesową. Został właścicielem i członkiem zarządu spółek m.in. z branży budowlanej, m.in. Nyskiego Przedsiębiorstwa Budowlanego Opex-Nysa, Kędzierzyńskiego Przedsiębiorstwa Robót Inżynieryjnych KPRI oraz Przedsiębiorstwa Technicznej Obsługi Budownictwa Tobud. Zasiadał także w różnych radach nadzorczych, m.in. Kędzierzyńsko-Kozielskiego Parku Przemysłowego. Zaangażował się w działalność Socjaldemokracji Rzeczypospolitej Polskiej i Sojuszu Lewicy Demokratycznej, był wiceprzewodniczącym miejskich struktur partii w Kędzierzynie-Koźlu i ubiegał się o kierowanie nimi w 2002. W 2002 kandydował do sejmiku opolskiego. W kolejnym roku wystąpił z partii.